# Хассан, Мубашир
Мубашир Хассан (Хасан, англ. Mubashir Hassan, урду مبشر حسن) 
(22 января 1922 — 14 марта 2020) — пакистанский политик, гуманист и инженер, занимавший пост министра финансов в администрации Зульфикара Али Бхутто с 1971 по 1974 год.
В 1967 году Хасан вместе с Зульфикаром Али Бхутто и Дж. А. Рахимом стал соучредителем Пакистанской народной партии как демократической социалистической политической силы. После назначения министром финансов в правительство Бхутто играл решающую роль в национализации частного сектора для создания плановой экономики. Инициировал создание Министерства науки для продвижения и увеличения научных достижений страны, а также управлял финансированием ядерной программы Пакистана.
После ухода из кабинета Бхутто в 1974 году Хассан был назначен генеральным секретарем Пакистанской народной партии, оставаясь политическим советником премьер-министра Бхутто. Свержение последнего в ходе военного переворота 1977 года и приход к власти генерала Зия-уль-Хака привели к репрессиям, в том числе тюремному заключению Хассана. Выйдя на свободу в 1984 году, он преподавал гражданское строительство в Инженерно-техническом университете Лахора, а также был важным членом Комиссии по правам человека Пакистана.

## Биография

### Учёба и преподавание
Мубашир Хассан родился 21 января 1922 года в Панипате, штат Харьяна (Британская Индия) в семье потомственных медиков. По материнской линии является потомком А. Х. Хали, поэта на языке урду. Его воспитывала мать, пока отец работал в правительстве Хайдарабада-Декана. После матрикуляции в 1938 году Хасана отправили учиться в Государственный колледж университета в Лахоре, где его старший брат изучал медицину в Медицинском университете короля Эдварда, а сам он перешёл в Инженерно-технический университет (UET).
В 1942 году Хасан в возрасте 20 лет получил степень бакалавра в области гражданского строительства. Некоторое время работал в отделении ирригации в Амритсаре в качестве сотрудника подразделения. В 1944 году Хасан, получив стипендию для дальнейшего изучения инженерного дела в Соединенных Штатах, поехал в Нью-Йорк, где в Колумбийском университете получил степень магистра в области гражданского строительства в 1947 году. Хасан возвращается на родину сразу после разделения на Индию и Пакистан, и поступает на инженерный факультет в Лахоре. В 1953 году он снова отправился в США, где получил докторскую степень по инженерии в Университете штата Айова, а в 1955 году защитил докторскую диссертацию по гражданскому строительству. По возвращении в Пакистан он начал преподавать в Инженерно-техническом университете Лахора, а в последующие годы стал председателем Департамента гражданского строительства.

### Политическая активность
После войны 1965 года Пакистана с Индией Хассан занялся политической философией, опубликовав в 1967 году политический манифест «Декларация единства людей», пропагандируя технократический и демократический социализм в Восточном Пакистане, пока читал лекции по инженерной физике в Университете Дакки. 
Зульфикар Али Бхутто позвал получившего признание и популярность Хасана в Западный Пакистан. Они вместе с Дж. А. Рахимом и другими сторонниками левых взглядов основали Пакистанскую народную партию, проведя в ноябре 1967 года её учредительный съезд именно в доме Хассана. 
Обладая обширными познаниями в разнообразных областях — от науки и политики, — Хасан стал одним из ближайших доверенных лиц и советников Бхутто. От имени последнего он действовал в 1970 году, чтобы сформировать коалиционное правительство с Муджибуром Рахманом из восточнопакистанской Авами Лиг. После Зимней войны 1971 года Хасан был назначен министром финансов и помог Бхутто в создании Министерства науки в 1972 году.

### Ядерный проект
Старт политической роли Хассана в проекте атомной бомбы отводится к 1972 году, когда Бхутто попросил его встретиться с Муниром Ахмад Ханом из Комиссии по атомной энергии Пакистана (КАЭП). По итогам Бхутто провёл централизацию отрасли, упразднив несколько отдельных комитетов, занимающихся атомной энергией в различных министерствах, и отдал управление финансированием проекта создания атомной бомбы Хасану как министру финансов. Между тем, министр тесно сотрудничал с Муниром Ахмад Ханом по техническим и экономическим аспектам проекта атомной бомбы. Хасан оставался административной фигурой в вопросе нераспространения ядерного оружия в Пакистане и контролировал подозрительную деятельность Абдул Кадыр Хана в 1976 году. Однако вскоре он был выведен из игры, и Хасан сосредоточил свое внимание на усилиях КАЭП.
В 1974 году у него возникли серьезные проблемы с Бхутто после того, как Бхутто сместил Малика Мераджа Халида, министра юстиции и марксистского философа, решив расширить деятельность истеблишмента в правительстве, чтобы следить за своими соперниками. В том же году Хасан, узнав об этом инциденте, ушел из министерства финансов, но остался верен Бхутто. Тот же назначил Хасана своим научным советником в секретариате премьер-министра. В качестве директора Управления науки Хасан сыграл значительную роль в создании ядерного проекта Кахута, консультируя Бхутто по различным аспектам проекта атомной бомбы. Он возражал против идеи передать обязанности по проекту Инженерному корпусу, но Бхутто отклонил его замечания. Однако продвижение атомного проекта замедлилось с началом гражданских беспорядков, подорвавших доверие к Бхутто.
В течение 1976 года Хасан предпринял несколько безуспешных попыток наладить диалог с оппозиционным Пакистанским национальным альянсом. В 1977-м — году военного переворота — Хассан был арестован военной полицией и помещён в тюрьму Адиала вместе с Бхутто. Там он провел следующие семь лет в тюрьме после казни Бхутто.

### Деятельность после освобождения
Освободившись в 1984 году, Хасан начал работать на инженерном факультете UET в Лахоре в качестве профессора гражданского строительства. В 1988 году премьер-министр Беназир Бхутто предприняла попытку назначить его министром финансов, но он отказался, узнав о запланированном рыночном дерегулировании промышленности.
Хотя Хасан воздерживался от какой-либо политической активности, он продолжал писать статьи по гидравлической инженерии и ее расширенным математическим задачам. Хасан также писал об экономических проблемах, оставаясь в своих материалах верным сторонником Зульфикара Али Бхутто и его политики. Его статьи регулярно публиковались в газете The News International. При этом он был связан с одной из трёх враждующих фракций Пакистанской народной партии — ПНП (Муртаза Бхутто) — с момента ее основания.
В 2011 году Хасан посетил свой родной город в Индии, где выступил в поддержку нормализации индо-пакистанских отношений; среди прочего, он утверждал, что если Пакистан подвергнется нападению проамериканской оси, Индия поддержит его, а не интервентов.